# 5307 Paul-André
5307 Paul-André è un asteroide della fascia principale. Scoperto nel 1980, presenta un'orbita caratterizzata da un semiasse maggiore pari a 2,4145584 UA e da un'eccentricità di 0,1223541, inclinata di 7,06818° rispetto all'eclittica.